# Emily Kinney
Pour les articles homonymes, voir Kinney.
Emily Kinney, née le 15 août 1985 à Wayne au Nebraska, est une actrice et chanteuse américaine.
Elle est surtout connue pour avoir interprété le rôle de Beth Greene dans la série télévisée The Walking Dead.

## Biographie
Emily Kinney naît à Wayne au Nebraska, de Vaughn et Jean Kinney. Pendant sa jeunesse, elle et sa famille déménagent souvent. Ils s’installent successivement au Nevada, en Oregon ou encore dans différents endroits du Nebraska.
Elle fréquente l'Université de New York pendant un trimestre. En 2006, elle sort diplômée de la Nebraska Wesleyan University (en) avec un baccalauréat en arts, option théâtre.
Par la suite, elle déménage à New York pour poursuivre sa carrière d'actrice à Broadway.

## Carrière

### Actrice
Emily Kinney a fait plusieurs apparitions dans des séries comme New York, section criminelle, New York, unité spéciale, The Good Wife et The Big C.
En 2011, elle interprète le rôle de Beth Greene (sœur de Maggie Greene), dans la série The Walking Dead diffusé sur AMC, d'abord comme personnage récurrent durant les saisons 2 et 3 puis comme personnage principal dans les saisons 4 et 5.
En 2015, elle fait une apparition dans la série Forever en tant que guest-star pour un épisode, elle apparaît dans le clip du groupe Train pour la chanson Bulletproof Picasso et est également présente dans le casting de la série The Flash.

### Chanteuse

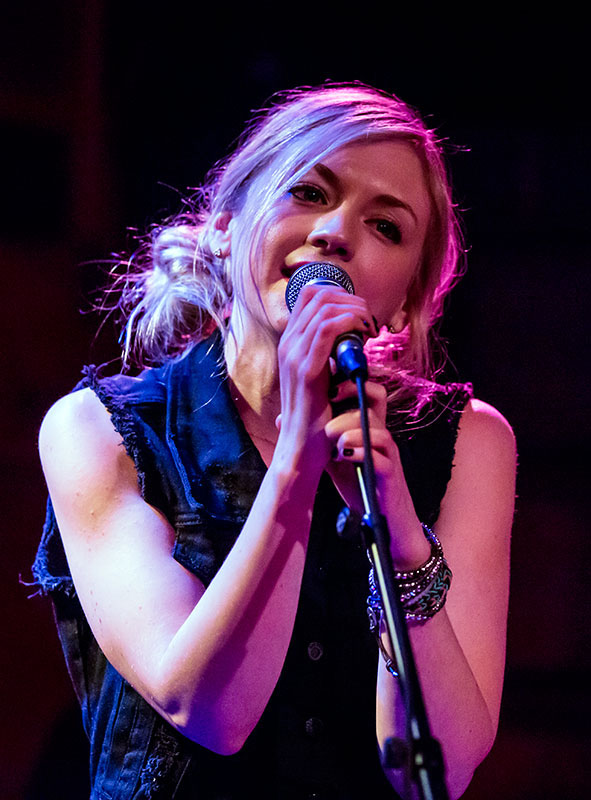
Emily Kinney en 2014.

Emily Kinney poursuit une carrière dans la musique elle sort un EP : Blue Toothbrush en 2011 et un autre Expired Lover en 2013.
Elle interprète plusieurs reprises dans la série The Walking Dead : The Parting Glass, Hold On, I don't wanna grow up, Be good et Struggling man.

## Filmographie

### Cinéma

#### Longs métrages
- 2009 : Pas si simple (It's Complicated) de Nancy Meyers : Une serveuse
- 2013 : Breathe (Concussion) de Stacie Passon : La fille
- 2016 : Papa (en) de Xiao Zheng : Caroline

#### Courts métrages
- 2007 : Hot for Teacher de David Scott : Tamara Bailey
- 2007 : Aunt Tigress de Wei Ling Chang : Gina

### Télévision

#### Séries télévisées
- 2008 : New York - Section criminelle (Law & Order : Criminal Intent) : Jeannie Richmond (épisode 12, saison 7)
- 2009 : The Unusuals : Amanda Maint (1 épisode)
- 2010 : The Good Wife : Milla Burchfield (1 épisode)
- 2011 : The Big C : Emily (3 épisodes)
- 2011-2016 : The Walking Dead : Beth Greene (50 épisodes)
- 2012 : New York, unité spéciale (Law & Order : Special Victims Unit) : Haley Cole (saison 13, épisode 15)
- 2014 : The Following : Mallory Hodges (épisode 10, saison 2)
- 2015 : Forever : Jennifer Schroeder (épisode 16, saison 1)
- 2015 : The Flash : Brie Larvan / Bug-Eyed Bandit (épisode 18, saison 1)
- 2015 : Masters of Sex : Nora Everett (4 épisodes)
- 2015 : The Knick : Infirmière Daisy Ryan (3 épisodes)
- 2016 : Arrow : Brie Larvan / Bug-Eyed Bandit (épisode 17, saison 4)
- 2016-2017 : Conviction : Tess Larson (13 épisodes)
- 2017 : Ten Days in the Valley : Casey (4 épisodes)
- 2019 : The Flash : Brie Larvan / Bug-Eyed Bandit (épisode 20, saison 5)
- 2020 :  Messiah : Stacy Kirmani (5 épisodes)

#### Téléfilm
- 2016 : Amour et plaquage (Love on the Sidelines) de Terry Ingram : Laurel Welk

## Discographie
- 2011 : Blue Toothbrush (EP)
- 2014 : Expired Love (EP)
- 2015 : Rockstar
- 2015 : This is War

### Clips
- 2013 : Kids
- 2014 : Be Good
- 2015 : Rockstar
- 2015 : This Is War

## Voix françaises
Emily Kinney a été doublé par plusieurs actrices de doublage.
| - Zina Khakhoulia dans (les séries télévisées) : - The Flash - Arrow - Alert | et aussi - Nancy Philippot dans Masters of Sex (série télévisée) - Caroline Victoria dans Conviction (série télévisée) - Claire Baradat dans New York, Unité spéciale (série télévisée) - Maryne Bertieaux dans The Big C (série télévisée) - Lucille Boudonnat dans The Walking Dead (série télévisée) - Diane Dassigny dans Forever (série télévisée) - Karine Foviau dans Ten Days in the Valley (série télévisée) |